# The Elder Scrolls II: Daggerfall
The Elder Scrolls II: Daggerfall je računarska role-playing igra slobodnog stilaRPG iz prvog lica za MS-DOS, koju je razvila Bethesda Softworks i izdana je 1996. godine. To je nastavak popularnog RPG-a The Elder Scrolls: Arena. Igra se više ne proizvodi, ali se kopije mogu pronaći na aukcijskim sajtovima i trgovinama korištenih igara.

## Svijet igre
se, poput drugih igara iz Elder Scrolls serije, odvija na fikcionalnom kontinentu Tamriel. Putovanje ovim carstvima otežava veliki broj zastrašujućih neprijatelja, od kojih je najjači Daedra.
Daggerfall je najveća Elder Scrolls igra do sada, površina svijeta u igri se procjenjuje na 418.540 kvadratnih kilometara — otprilike dvije površine Velike Britanije — sa više od 15.000 gradova, sela i tamnica za istraživanje. Prema Toddu Howardu, programeru Elder Scrollsa, površina nastavka igre, The Elder Scrolls III: Morrowinda je 0,01% one iz Daggerfalla. Vvardenfell, dio provincije Morrowind koji je moguće istražiti u trećoj igri je veličine 15,5 kvadratnih kilometara. The Elder Scrolls IV: Oblivion posjeduje 41 kvadratni kilometar za istraživanje. U Daggerfallu postoji vše od 750.000 likova (NPC-a) sa kojima igrač može komunicirati, u poređenju sa 1.000 NPC-a u Morrowindu i Oblivionu. Treba napomenuti da su geografija i likovi u ovim novijim igrama puno više detaljniji.
Postoji automapa koja igračima pomaže da se snađu u dugačkim grobnicama i drevnim podzemnim tvrđavama. Igrači moraju posjetiti približno 6-8 provincija da bi završili igru, iako postoji ukupno 47 područja. Korišten je ograničen broj blokova za gradnju gradova i tamnica, te su se neki recenzenti žalili na monotoniju u igri. Godine 2002, Morrowind, treća igra u seriji, je na ovaj nedostatak odgovorila manjim, detaljnijim svijetom sa jedinstvenim izgledom gradova i NPC-ima sa većom individualnošću.

## Priča
je grad u High Rocku, domovini Bretona. Igrač je ovdje poslan na Carev lični zahtjev. On želi da igrač uradi dvije stvari. Prvo, igrač mora osloboditi duh pokojnog Kralja Lysandusa od njegovih zemaljskih tereta. Drugo, igrač mora odnijeti pismo od Cara špijunu u Daggerfallskom sudu, članu udruženja Blades. Pismo otkriva da Lysandusova majka, Nulfaga, zna lokaciju Mantelle, ključa za oživljavanje prvog Numidiuma. Car želi da njegov špijun prisili Nulfagu da otkrije lokaciju Mantelle tako da Bladesi mogu završiti rekonstrukciju Numidiuma. Kroz seriju događanja i zbunjujućih situacija, pismo pada u ruke orcu po imenu Gortworg. Gortworg, ne znajući šta je Mantella, traži savjet od Kralja Crva (King of Worms - vođa Necromancera). Istovremeno, Potkralj (Underking), koji je uništio prvog Numidiuma zbog toga što ga je Tiber Septim koristio u krive svrhe, oporavlja se duboko u grobnici High Rocka, nakon što je potrošio ogromnu količinu energije uništavajući ga prvi put. Da bi igrač predao Mantellu bilo kome, on mora ubiti Lysandusovog ubicu i osloboditi njegov duh. Nakon što je to postignuto, Mantellina moć vraća moć Potkralju.

## Završeci
ima šest različitih završetaka:
- Ako igrač sam aktivira Mantellu dok posjeduje Totem (Numidiumov kontrolni uređaj), Numidium će ubiti igrača, izmaći će kontroli, i uništiće ga carske sile.
- Ako igrač preda Mantellu Potkralju, on će upiti njenu moć, otići u vječni odmor i stvoriti ogromno "magicka slobodno" područje oko sebe.
- Ako pobjedi Gortworg, on će iskoristiti Numidiuma da uništi carske sile i Kraljeve Obale (Bay Kings). Potkralj se pojavljuje ubrzo nakon toga da jednom i zauvijek uništi Numidiuma, i sam umirući. Gortworg potom uspijeva da stvori Orsinium, kraljevstvo Orcova.
- Ako pobjede Bladesi, moći će ponovno stvoriti prvog Numidiuma i iskoristiće ga za uništavanje Kraljeva Obale, poražavanje orcova i ponovno ujedinjavanje svih provincija Tamriela u sklopu Carstva.
- Ako pobjedi jedan od Kraljeva Obale (bilo koji od njih), iskoristiće prvog Numidiuma da poraze sve ostale kraljeve prije nego što Potkralj uništi njega i sebe.
- Ako Kralj Crva primi Mantellu, iskoristiće je da se proglasi bogom i narod Thrass koralnog grebena (Sloads) dobija boga u koga mogu da veruju.

## Kontinuitet
Pošto je Daggerfall imao šest veoma različitih završetaka, pisci The Elder Scrolls serije su morali biti veoma kreativni kada su pisali nastavak. U knjigama iz nastavka Morrowind je otkriveno da se na kraju Daggerfalla dogodio Dragon Break, fenomen koji je rezultovao u iskrivljenost prostora/vremena u kojem su se svi završeci dogodili odjednom: Numidium je uništen, Kraljevi Obale gube svoju moć, Kralj Crva postaje bog, Orcovi postaju građani Carstva i Potkralj umire.

## Sadržaj
Glavna osobina Daggerfalla, kao u svim The Elder Scrolls igrama, je sloboda koju igra pruža igračima. Igrači mogu slobodno igrati igru bilo kojim načinom igranja , od časnog viteza do zlog atentatora. Igrači su takođe slobodni da u bilo kom trenutku odstupe od glavne misije ili mogu odabrati da je uopšte ne izvršavaju.
Daggerfall sadrži sistem pravljenja magija u kojem, preko udruženja Mages Guild, igrači mogu miješati raznolike efekte, kao što su šteta vatrom i levitacija, da bi dobili jedinstvene magije. Igra automatski generiše potrošnju mane za tu magiju na osnovu moći odabranih efekata. Daggerfall je isporučivao sa nekoliko magičnih efekata koji nisu pravilno funkcionisali, ili uopšte nisu funkcionisali, jedan od njih je i transformacija.
Ostale osobine obuhvataju sistem čaranja opreme (u konceptu sličan sistemu pravljenja magija), mogućnost kupovanja kuća i brodova, nepregledne količine odjeće i opreme, dinamične političke odnose među kraljevstvima, sposobnost pretvaranja u vampira, vukodlaka ili veprodlaka, i sistem borbe koji koristi pokrete miša za određivanje smjer zamaha mačem u borbi prsa u prsa.
Politički sistem podržavaju brojna udruženja, redovi i religije, svi sa posebnim zadacima i misijama. Pridruživanje i djelovanje u ovim ustanovama igraču omogućuje da napreduje u činovima i dostigne veću reputaciju u svijetu igre. Prema nečijoj reputaciji, NPC-i u Daggerfallu će drugačije reagovati (na primjer, plemići će se ljepše odnositi prema liku igrača ako je on Vitez ili Kraljevski Stražar na visokom položaju).
Poput Arene, Daggerfall je sadržavao golotinju, na NPC-ima (posebno kod vještica i sveštenica hramova) i na portretu igrača kada se ukloni sva oprema. Opcije za isključivanje golotinje i krvi su dostupne.

## Bagovi
je imao brojne softverske bagove u svom prvobitnom izdanju, do te mjere da je teoretski bilo nemoguće završiti glavnu priču u originalnom izdanju. Čak i nakon brojnih zakrpa, uključujući specijalnu zakrpu koja donosi dodatne predmete koje je izdao CompUSA, mnogi problemi su ostali nerješeni.
Jedan bag je uzrokovao da igrači koji se penju stepenicama padnu kroz teren u prazni crni prostor, što se posebno dešavalo kod igrača sa nadimkom "The Void". Neki igrači su kasnije "The Void" koristili kao prednost koristeći nadimak kao prečicu do nekih područja u igri. Druga neslavna tema je ona "o konju i kolima": igrač koji je želio da uđe u grad nakon što se po noći kapije zatvore morao je da koristi magiju levitacije da bi preletio zidove, ili sposobnost penjanja da bi se popeo preko zida. U bilo kom slučaju, igračev konj i prtljaga (koji se mogu kupiti u igri) su ostajali sa igračem kao da se nalaze u igračevom džepu. Dodatno, postojao je bag zbog kojeg je, kada igrač dođe do vrha zida, ako igrač skoči dok se kreće prema nekim od zaklona na vrhu tog zida, bilo moguće izvršiti besmisleni skok koji je odbacivao igrača desecima metara u zrak, ubijajući ga pri slijetanju, osim ako je dobro treniran u skakanju (kao što je lik sa visokom vještinom akrobatike), ili dovoljno sretan da sleti na krov.

## Zanimljivosti
- Grb države Daggerfall UESP: Daggerfallje sličan grbu srednjovekovne Francuske.
- Muzika iz trailera je deo Američke Simfonije Antonjina Dvoržaka.

## Spoljašnje veze
- (službeni sajt)
- (službeni sajt)
- Radionica
- Sud Kralja
- Projekt